# 団体専用列車

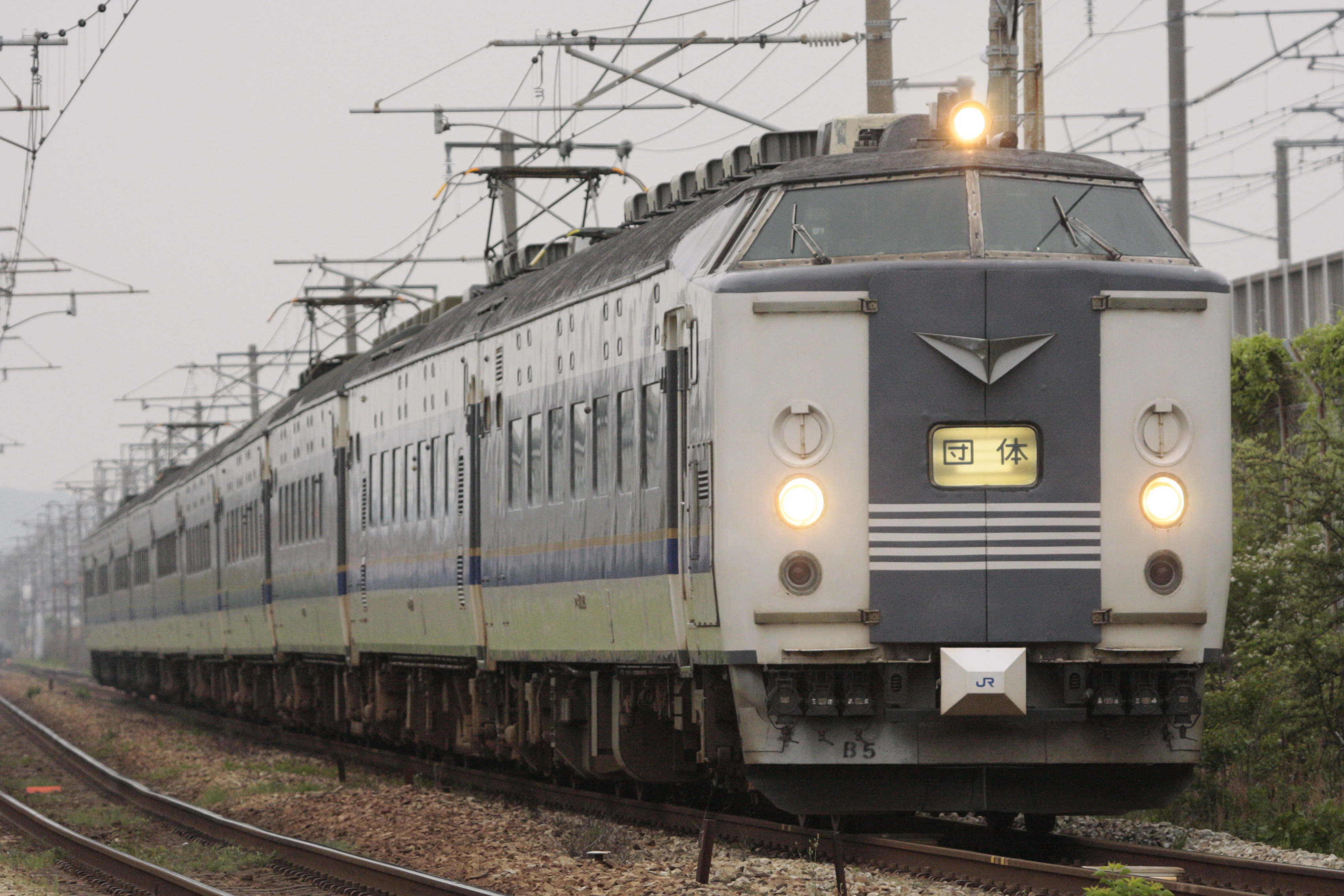
団体専用列車で運用される583系

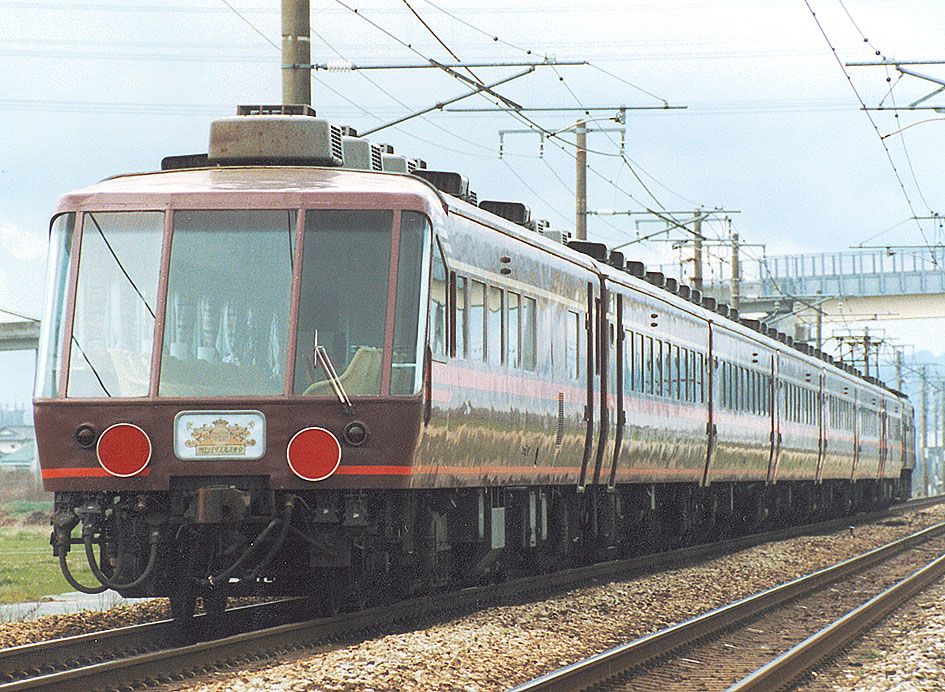
ジョイフルトレインと呼ばれる団体専用車両の先駆けとなった国鉄の「サロンエクスプレス東京」

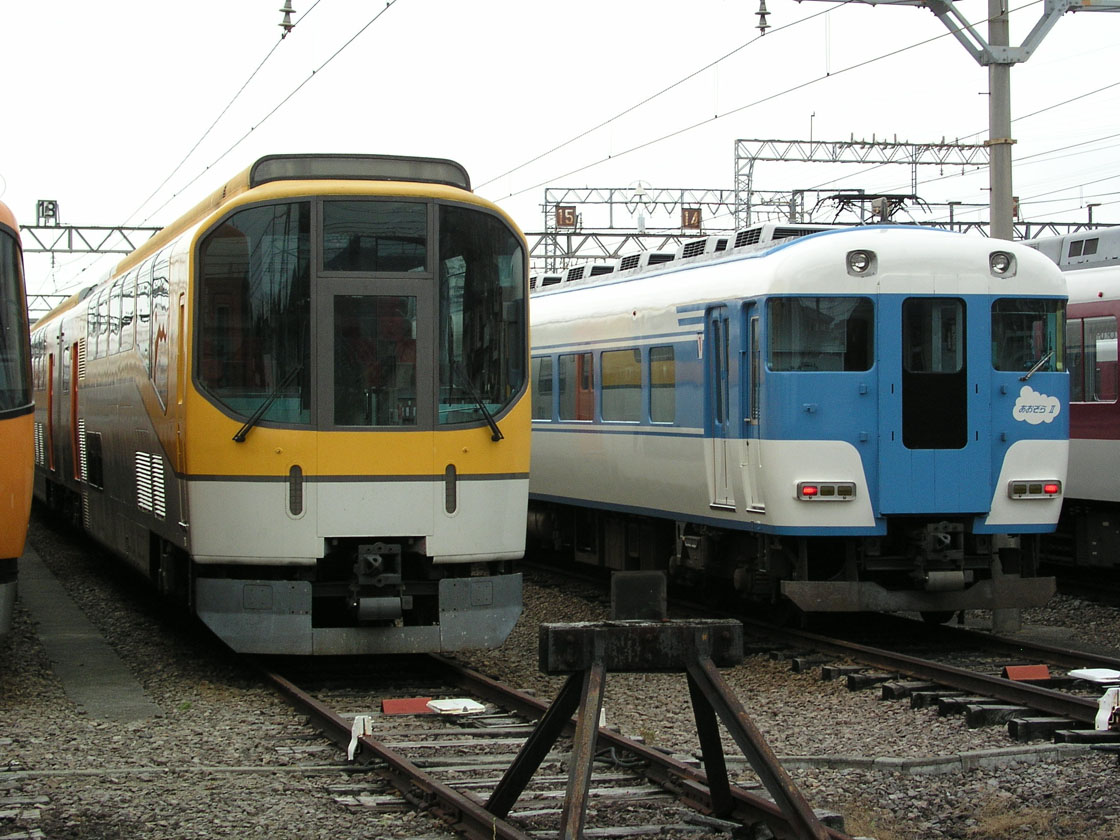
近鉄の団体専用車両 （20000系「楽」および15200系（新あおぞらII））

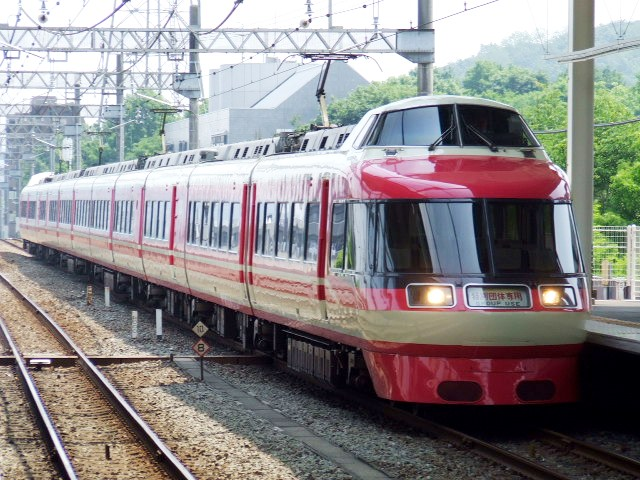
専用の臨時列車として運行される例（小田急電鉄・特別団体専用列車）

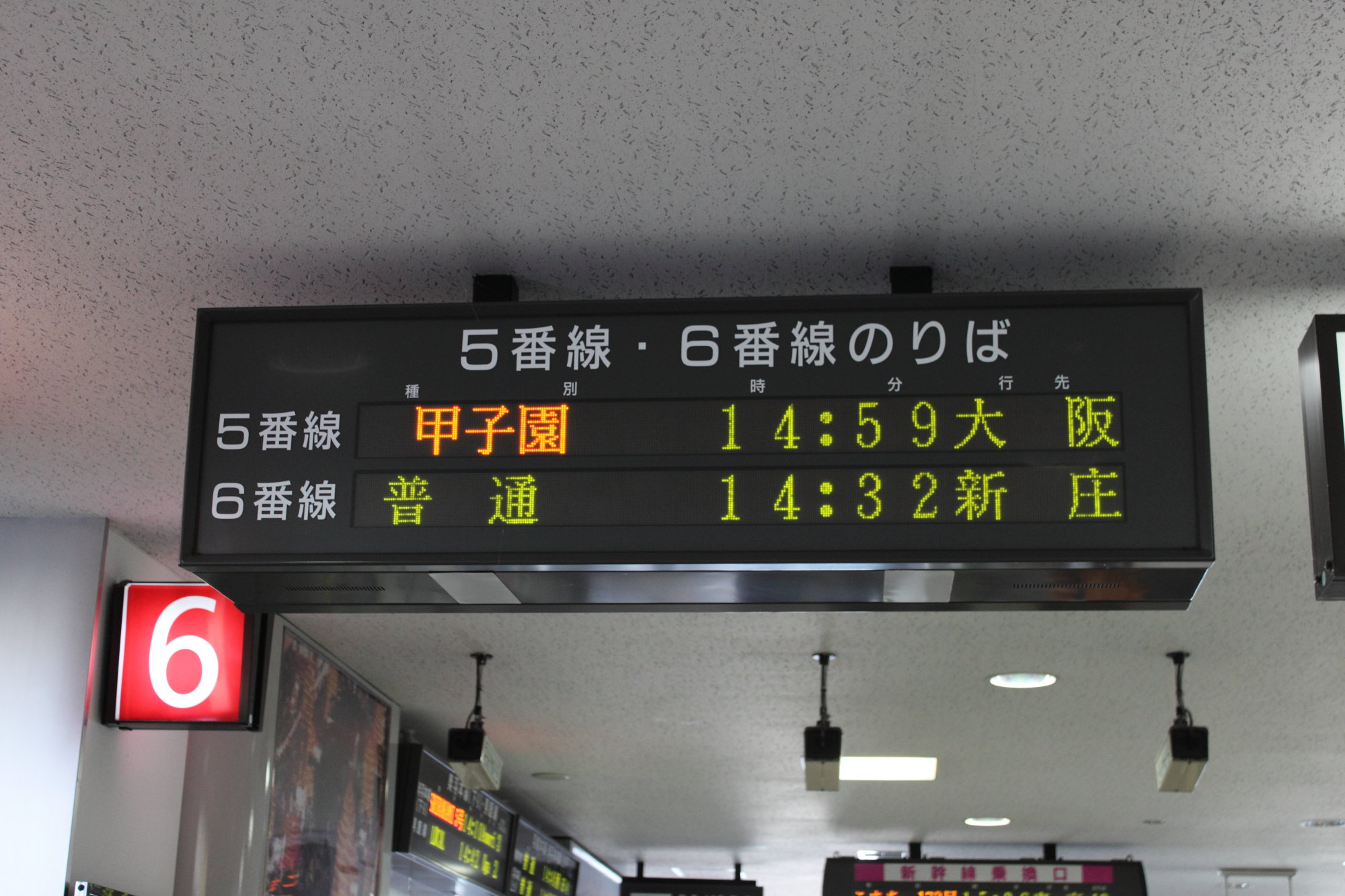
甲子園臨の出発案内

団体専用臨時列車（だんたいせんようりんじれっしゃ）とは、一般客が乗車出来る多客臨時列車とは異なり、学校・企業・組合など多人数の団体が乗車する際、貸切運転されるJRの臨時列車のこと。一般的な表現は「貸切列車」であるが、国鉄およびJRの旅客営業規則では貸切列車と団体専用列車は別物とされており、団体乗車券で発券された場合には「団体専用臨時列車」と呼び「団臨」と略称される。

## 概要
団体列車は形態別に、以下のように分けられる。これは国鉄→JRの旅客営業規則に貸切乗車券（貸切列車）の制度があるため、これと区別するためである。
1. 「旅客車専用扱」 一般の旅客列車の一部を貸し切るもの。比較的少人数である場合に使われる。新幹線などでは他の旅客との関係上、編成の末端から埋められていくことが多い。この一類型として、一般の旅客列車に専用の車両を連結するものがあり、こちらも旅客車専用扱に含まれる。有名な例としてセイシェル改造前の「いこい」増結が該当する。
2. 「団体専用臨時列車」専用の臨時列車を設定するもので、略して「団臨」とも呼ばれる。ジョイフルトレインなどが使われる場合も多い。
3. 「貸切列車」国鉄→JRでは上述の貸切乗車券規定を適用する列車を指すが、定員規定などが厳しい（＝高額となる）ため、事実上全く運行されていない。これに対し路面電車では貸切運賃の規定がある路線が多く、この貸切運賃を適用する団体列車が該当する。

かつて、日本国有鉄道（国鉄）では主に修学旅行用途として団体専用車両を保有していたが、現在のJR旅客各社はジョイフルトレイン以外に特に専用車両を用意していない。 営業距離の長い近畿日本鉄道（近鉄）は、以前から団体専用車両を保有し、現在も保有・運用している。他の鉄道事業者でも、車両を貸し切って団体専用列車を仕立てる場合がある。

JRグループの場合、個人や少人数といった小口グループが利用する団体専用列車を運行させるのはかなり難しく、大手旅行会社が編成単位で1次買取を行い、中小旅行会社に小口分割で再販売（リセール）を行うビジネスモデルも盛んでない。
クルーズトレインなどの観光列車も、多くは旅行商品（パッケージツアー）の形で販売されることから、団臨扱いとなる。
近畿日本鉄道、阪神電気鉄道、阪急電鉄など一部には「団体 Organization」ではなく「貸切 charter」表示を使用する事業者も存在する。

## 日本における主な団体列車

### 修学旅行列車
修学旅行の生徒・教師・添乗員の輸送を行うもの。

昨今では少なくなっているが、かつては専用の車両・列車も多く設定され、さらには予め時刻が決められていた。定期列車に準ずる「ひので」・「きぼう」などといった「修学旅行集約臨時列車 」の設定も見られた。

### 甲子園応援列車
選抜高等学校野球大会（センバツ、春の甲子園）または全国高等学校野球選手権大会（夏の甲子園）で、阪神甲子園球場へ向かう観客の輸送を行うもの。国鉄末期に増収活動の一環として大規模に設定されるようになり、多くは出場する高校周辺の駅などで、JR支社主催旅行の形で募集される。その性格上輸送客量が多くなるため専用列車が仕立てられることが多い。総称して「甲子園臨」と呼ばれる。
行先は駅設備などの関係から大阪駅がほとんどで、その場合には二次交通として阪神大阪梅田駅から阪神電鉄線あるいは貸切バスで甲子園球場へ向かうことになる。甲子園口駅（同駅から球場まではバスで10分、約2km程度）へ向かうものも少ないながら設定され、列車の折り返しに使用できるホームも同駅にある。
1990年代以降は貸切バスで地元から直接甲子園に向かうケースや、新幹線や航空機を利用するケース（この場合は新大阪駅や大阪国際空港などから貸切バスで甲子園に向かうことが多い）が多くなり、さらに2015年の北陸新幹線・長野 – 金沢（2024年より敦賀まで延伸）開業後は並行する北陸本線・金沢 – 直江津が第三セクター鉄道に移管されたことから、この区間での専用列車運行が困難になった事情もあり、専用列車の運行は年々減少傾向にある。

### 初詣臨時列車
各地の団体初詣客を、神社・仏閣などの最寄駅まで輸送するもの。このうち高尾山薬王院への初詣客を高尾駅に輸送するものを「高尾臨」、成田山新勝寺への初詣客を成田駅に輸送するものを「成田臨」、鎌倉の鶴岡八幡宮などへの初詣客を鎌倉駅へ輸送するものを「鎌倉臨」と呼ぶ。専用列車の設定が多く、その使用車両にバラエティーがあるのが特色。やはりJR支社や旅行会社による主催旅行の形で募集される。通常の初詣臨時列車とは異なり、ツアー参加者以外の乗車は出来ない。
なお私鉄でも運行例があり、代表的な例として東武鉄道が自社子会社である旅行会社東武トラベルのツアーの形で、東武本線沿線から京成本線京成関屋駅に連絡する東武伊勢崎線牛田駅発着で運行されている。また、この列車に連絡する形で京成本線でも団体専用列車が運行される。

### 宗教団体臨時列車
- 天理教団体参拝列車 
  - 日本全国からの天理教信者の、大祭時における輸送を行うもの。通称「天理臨」。
  - 輸送客量が多く、普段優等列車の設定されていない桜井線の天理駅へ向かうため、専用列車が設定されることが多い。
  - 以前は客車や気動車が多かったが、これは天理駅の留置線が2008年まで非電化のためであった。その後JR東日本所有の583系や485系に置き換えられたが、さらに2015年の北陸新幹線・長野 – 金沢開業後は並行する北陸本線・金沢 – 直江津が第三セクター鉄道[注釈 2]に移管されたことから、この区間での団体臨時列車の設定が困難になった事情もあり大半が廃止され、東海道新幹線から近鉄に乗り継ぐ団体（必ずしも団体専用列車ではない）移動となった。この団体の切符手配はJTBが取り次いでいる。
  - また、近鉄天理線にも同じように臨時列車（特急列車および急行列車）・団体専用列車が設定される。また、信者向けの団体専用切符が近畿一円の各教区および天理教本部で販売されている。これは近鉄主要駅と天理駅間の普通運賃の約25%引きで販売されるとともに、当日の一般列車の大半が「団体専用列車」扱い状態になる。[要出典]

- 金光教団体臨時列車 

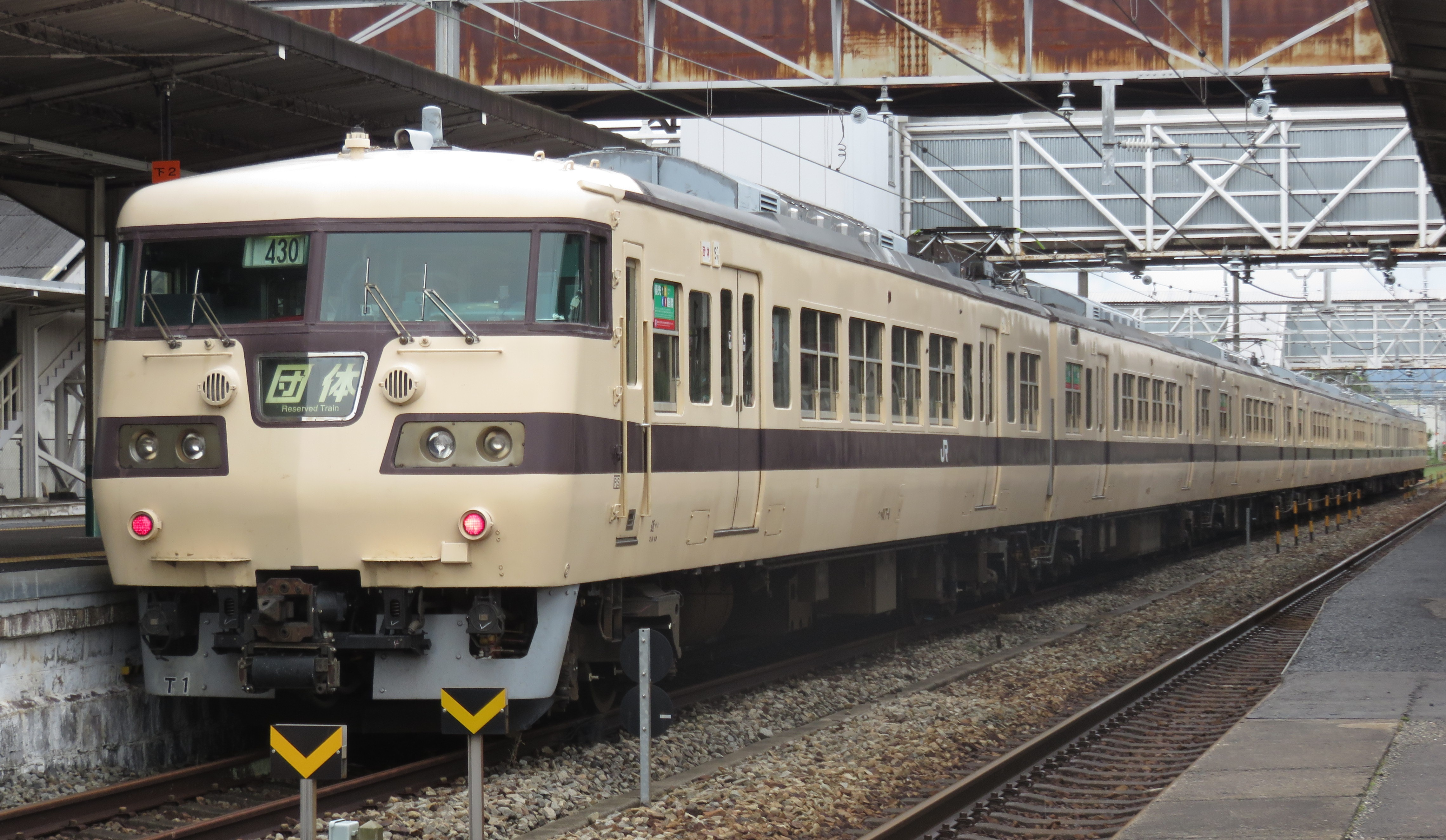
金光臨として運用される117系

  - 日本全国からの金光教信者の、山陽本線金光駅までの祭典時における輸送を行うもの。通称「金光臨」。「天理臨」同様に輸送客量が多いため、専用列車が設定されることが多く、吹田総合車両所京都支所の117系電車など、事実上の専用車両も存在する。2020年（令和2年)2月を最後に運転されていない。　最後まで、117系で金光臨（大阪~金光）を走らせていたのは、金光教　阿倍野教会。　コロナの蔓延と、117系の廃車によりなくなった。　現存する金光臨は、岡山~金光など、新幹線駅から金光駅までの在来線輸送のみ。
- 創価学会集約臨時列車（廃止）・法華講団体臨時列車
  - 日本全国からの創価学会員が、当時関係のあった日蓮正宗総本山である大石寺へと参詣するために、身延線の富士宮駅まで運行されていたもの。通称「創価臨」「創臨」。熊本の川尻駅には専用の寝台車が用意されたり、全国から団体専用列車の設定も多かった上、最盛期は定期列車の間合いに組み込まれた運用も存在し、集約臨時列車を形成する原点ともなっていた。品川駅の臨時ホーム直上の団体待合室（現在はエキュート品川となっている）を半ば占有していた時期もある。しかし1991年に日蓮正宗が創価学会を破門したため全面的に廃止された。
  - なお、創価学会の破門後も、日蓮正宗の信徒組織である法華講（日蓮正宗法華講連合会）による大石寺参詣のための専用列車が設定されることもある。通称「法華臨」。しかし運行本数は創価学会の破門前より大幅に減少して年に数回程度となった。なお「創臨」が運行されていた時期にも、月に1回程度の割合で「法華臨」が運行されていた。またその後、東京および大阪方面からの高速バスが直接大石寺に乗り入れするようになったことから「法華臨」も減少傾向にある。

### 観光団体専用列車
1961年（昭和36年）より国鉄が旅行会社と提携して、あらかじめ定められたモデルコースを専用の優等列車で巡る観光ツアーを募集し始め、同年3月1日からその初の観光団体専用列車となる「南紀観光団体専用列車」が運転を開始した。同年10月1日の「サン・ロク・トオ」と呼ばれるダイヤ改正では、東京・大阪を中心に全国各地に設定区間が拡大され、その中には特徴ある運転区間のものもあった。当時の時刻表に掲載されていたものを下に記す。
- 「九州観光団体専用列車」　（東京駅 - 長崎駅・大分駅間運転、門司駅で分割・併結）
使用する10系客車には白帯を入れるなど、「団体専用列車」に対する国鉄の意気込みが感じられるような列車であった。現代でいうクルーズトレインの原型ともいえる。また団体客が少ないときは、一般客も乗ることができた。
- 「京都観光団体専用列車」　（東京駅 - 京都駅間運転）
往復とも夜行列車で、下りは東京駅 - 大阪駅間の急行列車「金星」と併結運転した。
- 「南紀観光団体専用列車」　（下り、東京駅 - 二見浦駅間　上り、東和歌山駅（現在の和歌山駅） - 東京駅間　また、伊勢市駅 - 白浜口駅（現在の白浜駅）間・白浜口駅 - 東和歌山駅間の区間運行もあり）
紀伊半島観光のための列車で、上りは和歌山線・関西本線・奈良線を走って京都駅を経由するなど、運転区間・経路に特色が多かった。なお下りは東京駅 - 名古屋駅間で浜田行きの急行列車「出雲」と、上りは京都駅 - 東京駅間で前述した「京都観光団体列車」と併結運転した。
- 「東北・北海道観光団体専用列車」　（上野駅 - 青森駅間運転、常磐線経由）
東北地方と当時あった青函連絡船で渡った先の北海道の観光ツアー用の列車であったようだが、下りの青森着が朝早いなど、どちらかといえば後者の色合いが強かった様である。
- 「信濃・日光観光団体専用列車」　（大阪駅 - 日光駅間運転）
運行経路が、東海道本線・中央本線・篠ノ井線・信越本線・上越線・両毛線・東北本線・日光線であり、また長野駅に立ち寄って上り日光行きは3時間34分、上り大阪行きに至っては7時間38分も停車するなど、特徴がかなり目立つ列車であった。また、他の観光団体列車が急行列車の扱いであったのに対し、この列車だけはなぜか準急列車の扱いであった。
- 1511・1512列車　（上野駅 - 日光駅間運転）
愛称もない、普通列車扱いの短距離列車であった。

1964年（昭和39年）10月、この東海道新幹線が開業したときのダイヤ改正辺りが観光団体専用列車の最盛期で、前記の列車の内「京都観光団体列車」は「関西第2観光団体専用列車」と改称し往復とも「金星」に併結となり、「南紀観光団体専用列車」は下りが東京駅 - 多気駅間で急行列車「那智」と併結に、上りは白浜口始発となって奈良駅 - 東京駅間で急行列車「大和」と併結に、それぞれ変更となっている。「信濃・日光観光団体専用列車」も「信越・日光観光団体専用列車」と改称された。また、下記の様な列車が新しく設定された。
- 「関西第1・信越・日光・京都観光団体列車」・「京都・関西第1・信越・日光観光団体列車」　（東京駅 - 京都駅間運転）
上下で列車名が異なるという珍しいものとなった。
- 「山陰観光団体専用列車」　（下り大阪駅 - 大社駅（現在廃止）間、上り出雲市駅 - 大阪駅間運転）
- 「南国」　（高松駅 - 高知駅間運転、定期1往復・不定期1往復）
一般向け車両も連結しており、準急行券の購入で乗車が可能であった。
- 「東北観光団体専用列車」　（下り上野駅 - 一ノ関駅（東北本線経由）間、上り福島駅 - 上野駅間運転）

翌1965年（昭和40年）10月1日のダイヤ改正では、下記のような列車の新設や名称の変更、運転区間の変更などが見られた。さらにこのとき「○○観光団体専用列車」の表記も、時刻表上では多くが「○○観光団体列車」に改められている。
新設
- 「九州第2観光号」　（下り大阪駅 - 博多駅・大分駅・早岐駅間、上り早岐駅・博多駅 - 大阪駅間運転）
それまでの「九州観光団体列車」同様、空きがある場合は一般客も利用できた。また変わったことに、博多駅 - 肥前山口駅間では先行する「九州第1観光号」に併結されて走った。

名称・運転区間・併結列車変更
- 「九州観光団体列車」→「九州第1観光号」　
運転区間も下りは東京駅 - 長崎駅間、上りは長崎駅・大分駅 - 東京駅間となった。しかしながら、前述したように「九州第2観光号」を併結して走る区間も存在するなど、複雑な運転系統となった。
- 「関西第2観光団体専用列車」→「関西第1観光号」
往復とも独立運行に、このとき改められた。
- 「南紀観光団体専用列車」・「関西第1・信越・日光・京都観光団体列車」・「京都・関西第1・信越・日光観光団体列車」→「南紀・信越・日光・京都関西第2観光号」
運転区間は変わらなかったが、「南紀観光」と「関西第2」は併結運転となり、再び「南紀観光」が奈良線経由となった。
- 「南国1号」（定期）→「足摺」・「土佐」
- 「南国2号」（不定期）→「土佐」
下りが窪川始発になったのを機に、一般列車同様の愛称に変更。定期列車に関しては一般列車と同様の扱いとなる。
- 「東北・北海道観光団体専用列車」→「北海道第1観光」
前述したように下りは東北観光には向かない時刻設定であったため、名称を実態に合わせたものである。

しかしながら、次第に団体旅行でも新幹線使用が一般的となったことから、これらの観光団体専用列車は廃止されるか一般の列車に転換されるかのいずれの道を歩んでいくことになった。まず1967年（昭和42年）10月1日のダイヤ改正で、下記のような列車の廃止・一般列車への転換などといった動きがあった。
- 「九州第1観光号」→「五島」（東京駅 - 長崎駅間運転）・「くにさき」（東京駅 - 大分駅間運転）
一般列車に準ずるような名前に改められ、往復とも東京駅 - 長崎駅・大分駅間運転（門司駅まで併結）となった。
- 「九州第2観光号」→「平戸2号」（大阪駅 - 早岐駅間運転）・「夕月2号」（大阪駅 - 大分駅間運転）
一般列車に準ずるような名前に改められ、往復とも大阪駅 - 早岐駅・大分駅間運転（門司駅まで併結）となった。
- 「南紀観光団体専用列車」→「南紀観光号」（改称）
- 「南紀・信越・日光・京都第2観光号」→「南紀・信越・日光観光号」（上りのみ改称）
- 「土佐」（臨時）→「土佐」（定期）
定期列車への格上げとともに、一般列車同様の扱いとなる。
- 「北海道第1観光」→「第1おいらせ」（上野駅 - 青森駅間運転）
「団体客を乗せることのある一般列車」扱いに変更された。
- 「東北観光団体列車」→（下り）「第4まつしま」（上野駅 - 一ノ関駅間運転）・（上り）「第2あづま」（福島駅 - 上野駅間運転）
一般列車扱いに変更された。
- 「信越・日光観光団体列車」→（長野駅 - 日光駅間）廃止・「彩雲」（臨時列車・大阪駅 - 長野駅間運転）
運転区間を大幅に縮小し、臨時の一般列車扱いとなった。
- 3521M・3522M列車（元、1511・1512列車）→「霧降高原」（上野駅 - 日光駅間）
一般の臨時列車扱いに変更された。

そして、1968年（昭和43年）10月1日に「ヨン・サン・トオ」と年月をとって呼ばれるほどの大規模なダイヤ改正が行われ、その際再び下記のような整理がなされ、「観光団体列車」と称する列車は消滅した。
- 「五島」→「ながさき」（改称）　「くにさき」→廃止
- 「平戸2号」→「西海2号」（大阪駅 - 佐世保駅間運転）　（改称・運転区間変更）　「夕月2号」→「べっぷ2号」（改称）
- 「南紀観光号」→廃止
- 「信越・日光・京都関西第2観光号」・「南紀・信越・日光観光号」→廃止
- 「関西第1観光号」→廃止
- 「山陰観光団体列車」→「だいせん4号」（下り）・「だいせん3号」（上り）　（臨時列車または、一般列車を時に応じて観光団体列車扱いとする運用へ変更）

### 集団就職列車  group employment train
戦後の高度成長時代に、東北など地方の中学・高校新卒者の集団が、東京など都市部の工場などに就職するために運行された専用臨時列車。1954年（昭和29年）から1975年（昭和50年）3月24日まで運行された。北海道・東北・信越地方からは東京（上野駅）、九州・中国・四国・北陸地方からは大阪・名古屋へ向かう列車が多かったと言われる。